# Acanthophyllum schugnanicum
Acanthophyllum schugnanicum là loài thực vật có hoa thuộc họ Cẩm chướng. Loài này được (Preobr.) Schischk. mô tả khoa học đầu tiên năm 1936.